# Galerie Hotel Leipziger Hof

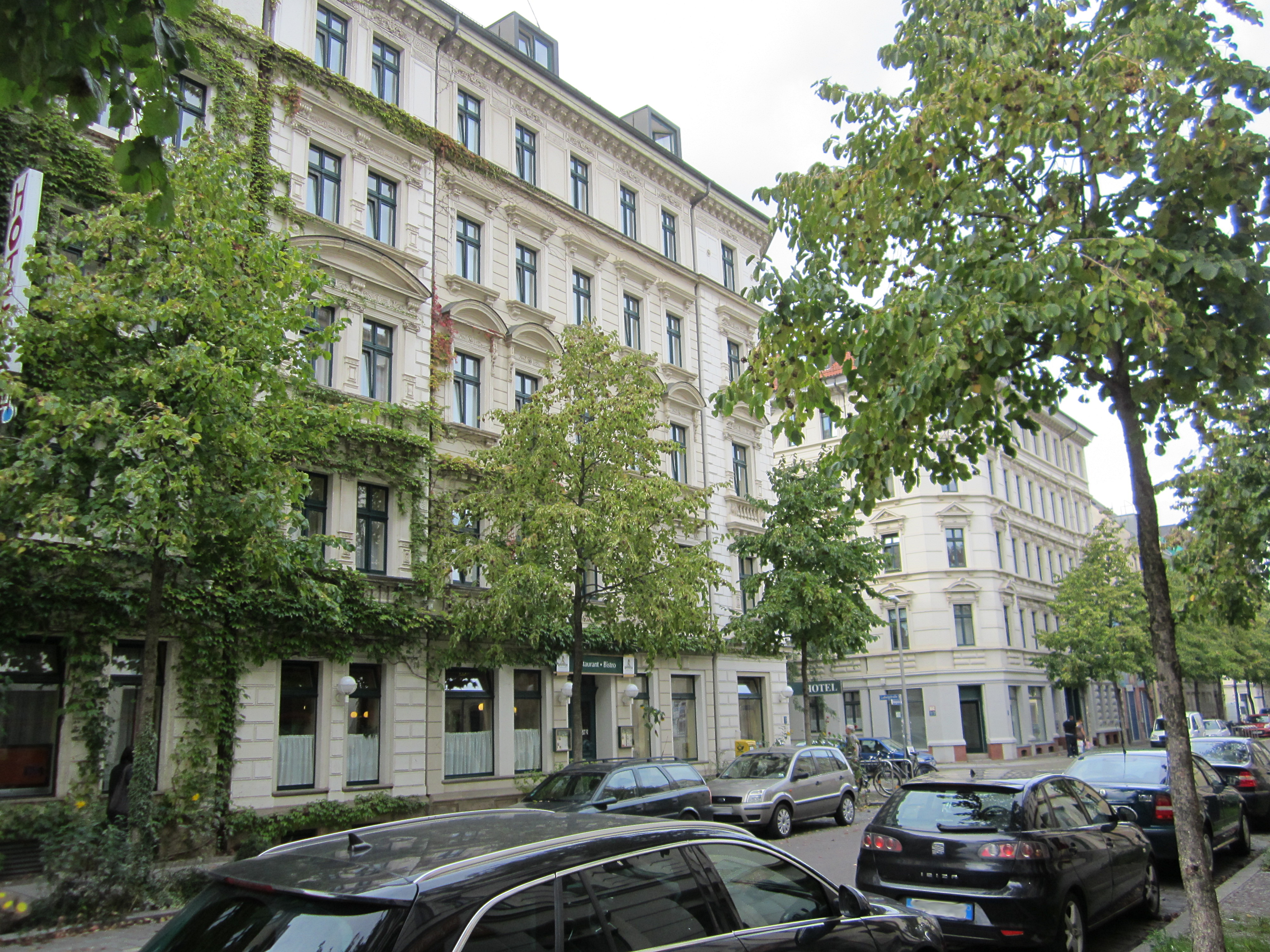
Galerie Hotel Leipziger Hof 2014

Das Galerie Hotel Leipziger Hof ist ein im Gründerzeitviertel nahe am Neustädter Markt im Stadtteil Neustadt in Leipzig gelegenes Hotel, das mit einer Galerie verbunden ist. Alle Gästezimmer sind mit originalen Kunstwerken insbesondere Leipziger Künstler ausgestattet, man schläft also stets „mit einem Original“.

## Geschichte
Das Gebäude in der Hedwigstraße wurde 1884 im Gründerzeitstil als Mietshaus erbaut. Es steht unter Denkmalschutz. Nach umfassender Sanierung durch den Eigentümer Klaus Eberhard, einen Münchner Physikprofessor und Kunstsammler, wurde es 1992 als Hotel eröffnet. Die letzte Teilsanierung erfolgte 2014.
Nach dem Tod des Eigentümers im Jahre 2021 wird das Hotel von seinem Sohn Marc Eberhard (Physiker) weitergeführt.

## Sammlung
Neben der Kunstsammlung als wichtigste Sammlung mit über 500 Arbeiten gibt es eine Galerie, als galerie.leipziger-schule bezeichnet, mit fast 100 Ausstellungen und das Grafische Kabinett. Die Sammlung zeigt Werke deutscher zeitgenössischer Kunst des 20. Jahrhunderts, insbesondere Maler der Leipziger Schule sowie der Neuen Leipziger Schule, die der Eigentümer des Hauses seit 1990 sammelte. Persönliche Kontakte entstanden zum Beispiel mit Werner Tübke, Wolfgang Mattheuer, Arno Rink, Sighard Gille, Günter Albert Schulz, Michael Triegel, Neo Rauch, Rosa Loy sowie den Künstlern, die ihre Werke in der Galerie ausstellten.

## Ausstellungen (Auswahl)
- 1994:   Werner Tübke (Aquarelle, Zeichnungen)
- 1996:   Michael Triegel (Malerei, Grafik, Aquarelle)
- 1996:   Rosa Loy (Bilder, Collagen)
- 2002:   Uwe Arnold, Robert Aust, Thomas Geyer, Falk Hänsel, Tom Prochnow, Kay Schwarz, Florian Seidel; 30. Kunstausstellung (Saftige PflaumenArt)
- 2010:   Gerald Müller-Simon (Umgestaltung des Augustusplatzes)
- 2011:   Kristina Schuldt (Kopfherz)
- 2012:   Gudrun Brüne (Malerei, Zeichnung, Grafik)
- 2014:   Reinhard Michl und weitere Künstler (Die Katze in der Kunst)
- 2015:   Silke Thal (Liebesbilder – 25 Jahre Malerei und Zeichnung)
- 2016:   Michael Fischer-Art (Wetterleuchten im Abendland)
- 2017:   Jubiläumsausstellung 25 Jahre Galerie Hotel Leipziger Hof
- 2019:   Verena Landau (permanent vacation)
- 2019:   Zakwan Khello, Arya Rakhtala, Khalid Waleed Al-Aloosi und Aqeel Abdulameer Abdulhussein (Suche)
- 2024:   Siegfried Ratzlaff (Retrospektive)
- 2024:   Michiel Frielink (Malerei)
- 2025:   Sofie Höfert, Paul Zschocke, Marla Vita und Anna Vohraliková (Kunst und Musik)

## Sonstiges
Seit 2010 gibt es im Hotel eine DDR-Suite. Die DDR-Möbel ersteigerte Klaus Eberhard bei einer Auktion 1995 des früheren Gästehauses des Politbüros der SED im Leipziger Musikviertel.
Das Hotel war mehrfach Drehort für den MDR-Tatort mit Simone Thomalla und Martin Wuttke sowie der ZDF-Krimiserie SOKO Leipzig mit Andreas Schmidt-Schaller.